# Rio Juliana de Sousa
O Rio Juliana de Sousa é um curso de água do arquipélago de São Tomé e Príncipe, localizado no distrito de Lembá, ilha de São Tomé, corre para Este até encontrar o mar na Praia Capito e frente ao Ilhéu do Coco.